# Pholidochris kolbei
Pholidochris kolbei är en skalbaggsart som beskrevs av Brenske 1898. Pholidochris kolbei ingår i släktet Pholidochris och familjen Melolonthidae. Inga underarter finns listade i Catalogue of Life.